# The Black Box
The Black Box é um seriado estadunidense de 1915, no gênero drama, produzido pela Universal Pictures e dirigido por Otis Turner. Possuía 15 episódios, e atualmente é considerado perdido.

## Elenco
- Herbert Rawlinson - Sanford Quest
- Ann Little - Lenore MacDougal (creditada como Anna Little)
- William Worthington - Prof. Ashleigh / Lord Ashleigh
- Mark Fenton – Oficial da Polícia
- Laura Oakley - Laura
- Frank MacQuarrie - Craig
- Frank Lloyd - Ian MacDouglas
- Helen Wright - Lady Ashleigh / Mrs. Reinholdt
- Beatrice Van – Filha de Ashleigh
- Hylda Hollis - (creditada como Hilda Sloman)
- J. Edwin Brown
- Dorothy Brown
- Duke Worne
- Harry Tenbrook
- Lionel Bradshaw
- Osborne Chase

## Capítulos

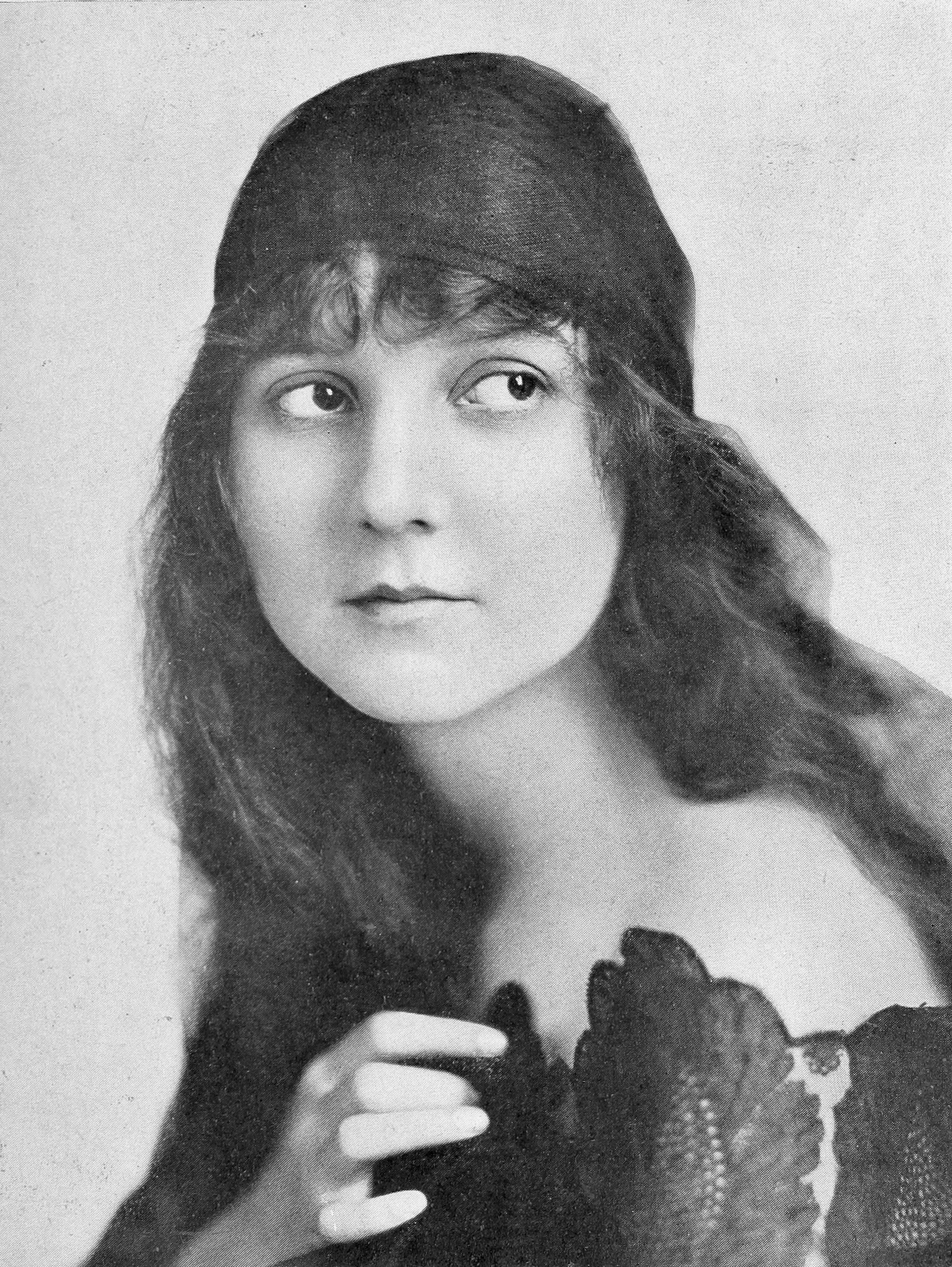
Ann Little, atriz principal de "The Black Box".

1. An Apartment House Mystery (14 de março de 1915)
2. The Hidden Hands (21 de março de 1915)
3. The Pocket Wireless (28 de março de 1915)
4. An Old Grudge (4 de abril de 1915)
5. On the Rack (11 de abril de 1915)
6. The Unseen Terror (18 de abril de 1915)
7. The House of Mystery (25 de abril de 1915)
8. The Inherited Sin (2 de maio de 1915)
9. Lost in London (9 de maio de 1915)
10. The Ship of Horror (16 de amio de 1915)
11. A Desert Vengeance (23 de maio de 1915)
12. 'Neath Iron Wheels (30 de maio de 1915)
13. Tongues of Flame (6 de junho de 1915)
14. A Bolt from the Blue (13 de junho de 1915)
15. The Black Box (20 de junho de 1915)[2]

## O Seriado no Brasil
The Black Box estreou em São Paulo, no Íris Theatre, sob o título A Caixa Negra, em 31 de janeiro de 1916, veiculando até 20 de março de 1916.